# 1885

## Esdeveniments
Països Catalans

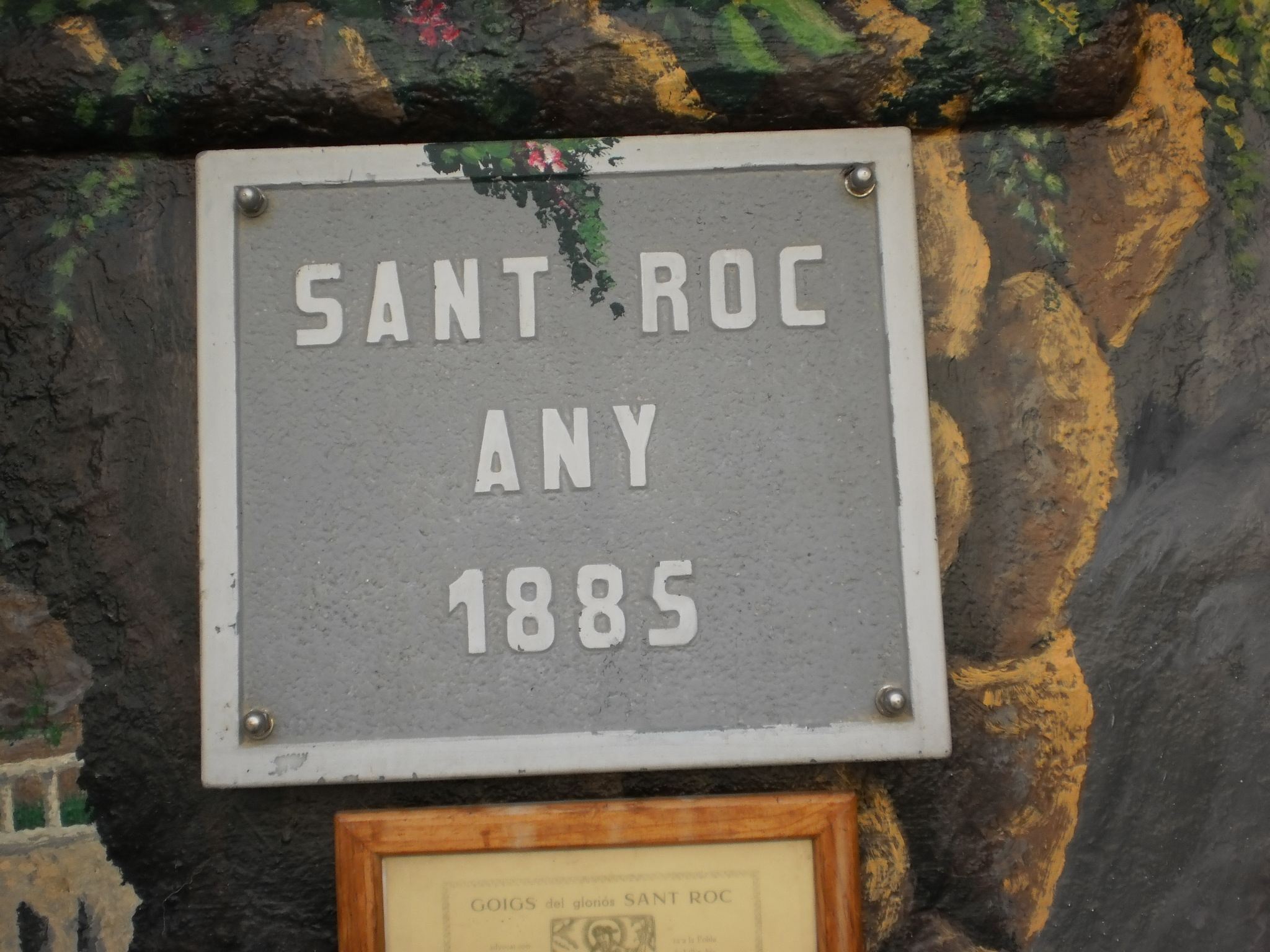
Font de Sant Roc de la plaça de les Coromines de la Pobla de Lillet

- 10 de març: es lliura al rei Alfons XII el Memorial de Greuges, document on consten reivindicacions polítiques i econòmiques vers el tracte rebut a Catalunya per part d'Espanya.[1]
- 2 de maig, Barcelona: Es crea l'Acadèmia de Ciències, Arts i Oficis per a la Dona, fundada per Clotilde Cerdà i Bosch, per prestar formació professional, científica i artística a les dones.[2]
- 25 de juliol, Manresa: Surt el primer número de Lo Torronyáu, setmanari satíric manresà de tendència liberal.
- El Centre Català lliura a Alfons XII el memorial de greuges, redactat per Valentí Almirall.
- Barcelona: comença la construcció del Palau Güell sobre un projecte d'Antoni Gaudí.
- Miquel Costa i Llobera publica Oda a Horaci.

Resta del món

## Naixements
Països Catalans
- 4 d'abril - Terrassa, Vallès Occidental: Julià Abad i Guitart, tèxtil, anarquista (m. 1939)
- 18 de març - Albaida, Vall d'Albaida: Josep Segrelles i Albert, pintor valencià (m. 1969).
- 30 de març - Villena, Alt Vinalopó: Quintín Esquembre Sáez, compositor, guitarrista i violoncel·lista valencià (m. 1965).
- 28 d'abril - Cocentaina, Comtat (País Valencià): Enrique Pérez Margarit, músic compositor i director de banda valencià (m.?).
- 15 de maig - Igualada: Clotilde Godó, pianista, deixebla d'Enric Granados i amant seva (m. 1988).[3]
- 3 de setembre - València: Rafael Benedito Vives, compositor i pedagog musical valencià (m. 1963).[4]
- Barcelona: Clotilde Pascual i Fibla, pintora i escultora catalana (m 1957).[5]

Resta del món
- 11 de gener - Nova Jersey: Alice Paul, sufragista, feminista i activista pels drets de les dones estatunidenca (m.1977).[6]
- 15 de gener - Venècia: Cesare Barison, violinista, director d'orquestra, musicòleg i compositor italià.
- 7 de febrer - 
  - Sauk Centre, Estats Units: Sinclair Lewis, escriptor i dramaturg, Premi Nobel de Literatura de 1930 (m. 1951).
  - Brest: Berthe Sylva, pseudònim de Berthe Faquet, cantant francesa de cafè concert (m. 1941).[7]
- 9 de febrer - Viena, Àustria: Alban Berg, compositor austríac (m. 1935).[8]
- 21 de febrer - Sant Petersburg (Rússia): Sacha Guitry, actor i dramaturg francès (m. 1957).[9]
- 5 de març - Winchester, Massachusetts: Louise Pearce, patòloga estatunidenca (m. 1959).[10]
- 10 de març - Sant Petersburg, Rússia: Tamara Karsàvina, ballarina russa (m. 1978).[11]
- 16 d'abril - Budapest, Hongria: Leó Weiner, compositor i professor hongarès (m. 1960).[12]
- 17 d'abril - Rungsted, Dinamarca: Karen Blixen, escriptora en danès i anglès (m. 1962).[13]
- 28 d'abril - Sonzacate, El Salvador: Prudencia Ayala, escriptora, activista social i política salvadorenca (m. 1936).[14]
- 29 d'abril - Albany, Geòrgia (USA): Wallingford Riegger, compositor musical estatunidenc, conegut per les seves obres orquestrals, per a la dansa moderna i el cinema (m. 1961).[8]
- 30 d'abril - Portogruaro, Itàlia: Luigi Russolo, inventor, pintor i compositor italià (m. 1947).[15]
- 24 de maig, Marsella: María Luisa Navarro Margati, pedagoga espanyola i defensora dels drets de les dones.[16]
- 15 de juny - Manchester: Adela Pankhurst, militant política sufragista (m. 1961).[17]
- 16 de juny - Berlín: Lilly Reich, dissenyadora modernista alemanya, una de les poques professores dones de la Bauhaus.[18]
- 27 de juny - Porto: Guilhermina Suggia, violoncel·lista portuguesa (m. 1950).[19]
- 5 de juliol - Bordeus (França): André Lhote, pintor i crític d'art francès (m. 1962).[20]
- 8 de juliol - Ludwigshafen am Rhein, Renània-Palatinat: Ernst Bloch, filòsof alemanymarxista (m. 1977).[21]
- 11 de juliol - Le Mans (França): Roger de La Fresnaye, pintor cubista francès (m. 1925).[22]
- 17 de juliol - Londres: Benjamin Dale, compositor.
- 19 de juliol - París, França: Madeleine Bunoust, pintora francesa (m. 1974).[23]
- 1 d'agost - Budapest, Imperi Austrohongarès: George de Hevesy, físic i químic hongarès, Premi Nobel de Química de 1943 (m .1966).[24]
- 11 d'agost - Taganrog, Rússiaː Sofia Parnok, poeta i traductora russa, anomenada la Safo de Rússia (m. 1933).[25]
- 16 d'agost - Càller, Sardenya: Carmen Melis, soprano italiana (m. 1967).[26]
- 24 d'agost - Mississipi: Elizabeth Lee Hazen, fisiòloga i microbiòloga que desenvolupà la nistatina (m. 1975).[27]
- 31 d'agost - La Chaux-de-Fonds (Suïssa): Henriette Ith-Wille, una esperantista i pacifista suïssa (m. 1978).[28]
- 7 de setembre -Laredo, EUA: Jovita Idar, periodista, activista, educadora, treballadora pels drets civils mexicanoamericana (m.1946).[29]
- 11 de setembre - (Eastwood, Nottinghamshire, (Anglaterra): D. H. Lawrence, un escriptor anglès (m. 1930).[30]
- 14 de setembre - León, Mèxic: María Grever, compositora de música popular mexicana, autora de boleros molt coneguts (m. 1951).[31]
- 17 de setembre - Simplon Village, Suïssa: Josef Escher, polític suís (m. 1954)
- 22 de setembre - Viena, Imperi Austrohongarès, Erich von Stroheim cineasta estatunidenc d'origen austríac (m.1957).[32]
- 7 d'octubre - Copenhaguen (Dinamarca): Niels Bohr, físic danès, guardonat amb el Premi Nobel de Física 1922 (m. 1962).
- 11 d'octubre - 
  - Bordeus, França: François Mauriac, escriptor francès, Premi Nobel de Literatura de 1952 (m. 1970).
  - Londres: Alicia Moreau de Justo, metgessa i política argentina, figura destacada del feminisme i del socialisme (m. 1986).[33]
- 15 d'octubre - Düsseldorf, Alemanya: Ulrich Leman, pintor alemany (m. 1988).[34]
- 26 d'octubre - Anvers, Bèlgica: Marthe Donas, pintora abstracta i cubista belga (m. 1967).[35]
- 27 d'octubre - Sundsvall: Sigrid Hjertén, pintora sueca, adscrita a l'expressionisme (m. 1948).[36]
- 30 d'octubre - Hailey, Idaho, Estats Units: Ezra Pound, poeta americà (m. 1972).[37]
- 7 de novembre - Rostov del Donː Sabina Spielrein, una de les primeres dones psicoanalistes, col·laboradora de Freud i Jung (m. 1942).[38]
- 11 de novembre - San Gabriel, Califòrnia (EUA):George Patton, general de l'exèrcit dels Estats Units durant la Segona Guerra Mundial (m. 1945).[39]
- 14 de novembre - Gradyzk, Imperi Rus: Sonia Delaunay, pintora i dissenyadora de les avantguardes artístiques (m. 1979).[40]
- Veracruz: Mario Talavera, cantant

## Necrològiques
Països Catalans
- 8 de febrer - Manlleu, Osona: Joan Viladomat i Massanas, músic català (m. 1940).
- 13 de maig - Màlaga, Andalusia, Espanya: Bernat Ferrandis i Badenes, pintor valencià (n. 1835).
- 6 de juliol - Barcelona: Domènec Valls i Castillo, jurista català.
- 6 de setembre - Sant Martí de Provençals, Barcelona: Narcís Monturiol i Estarriol, inventor, intel·lectual i polític català, inventor del primer submarí tripulat i amb motor de combustió (n. 1819)[41]

Resta del món
- 1 de febrer: Henri Dupuy de Lôme, enginyer naval francès.
- 18 de febrer, Londres: Charlotte Sainton-Dolby, contralt, professora de cant i compositora anglesa (n. 1821).[42]
- 21 de març - Königsberg, Prússia: Karl Zöppritz, matemàtic, físic i geògraf alemany.
- 15 d'abril: Mathieu Brialmont, militar francès, neerlandès i belga i ministre belga.[43]
- 24 d'abril, Rouen, França: Nísia Floresta, educadora i escriptora brasilera, pionera del feminisme al Brasil (n. 1810).[44]
- 22 de maig - París, França: Victor Hugo, escriptor francès (n. 1802).[45]
- 22 de juny - Feldkirch (Vorarlberg): Emil Riebeck, explorador, mineralogista, etnòleg i naturalista alemany.
- 15 de juliol - Padrón (la Corunya): Rosalía de Castro, poetessa i novel·lista en llengua gallega i castellana.[46]
- 23 de juliol - Mount Gregor, Nova York (EUA): Ulysses Simpson Grant, militar i polític, 18è President dels EUA (n. 1822).[47]
- 25 de juliol, Estrasburg: Ernst Laas, filòsof
- 25 de novembre - Madrid, Espanya: Alfons XII, rei d'Espanya (1875 - 1885).
- 15 de desembre - Lisboa: Ferran II de Portugal, conegut com a Ferran II el Rei-Artista, rei de Portugal (1837-1853) i regent del Regne (1853-1855).
- Londres: James William Davison, crític musical